# Mantenimento della pace

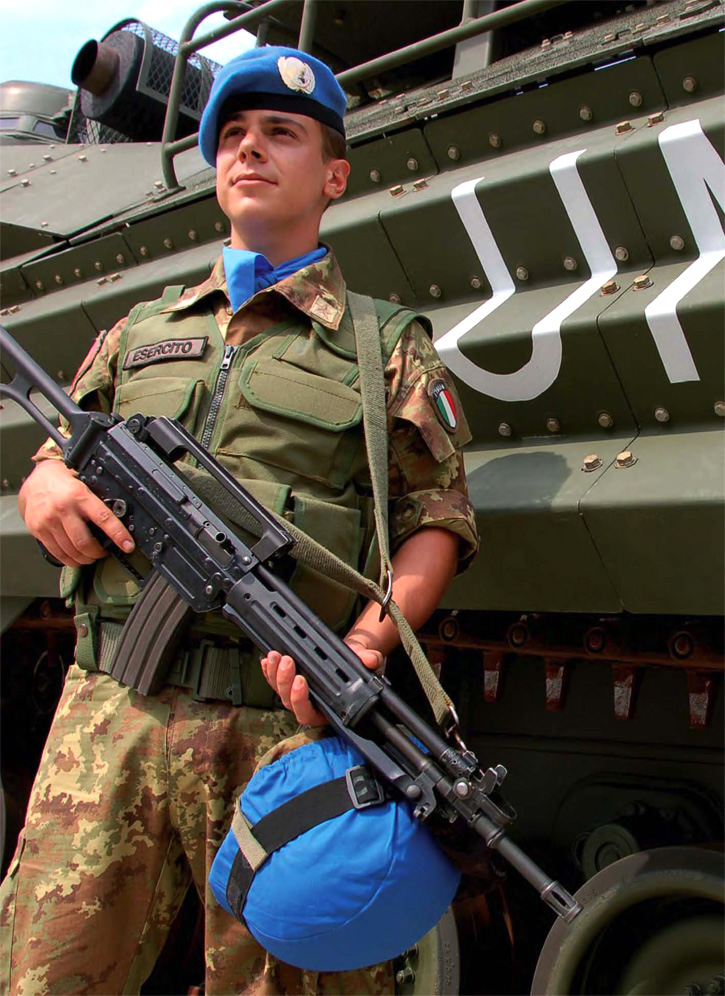
Un soldato dell'Esercito Italiano di guardia durante la missione UNIFIL in Libano

Per mantenimento della pace (in inglese peacekeeping) s'intendono tutte quelle azioni, specialmente militari, volte a  creare le condizioni di una pace duratura, monitorando e assistendo l'implementazione di accordi di pace.
Può essere messo in pratica dalle Forze di pace delle Nazioni Unite, così come anche da altre operazioni internazionali, come ad esempio la Kosovo Force organizzata dalla NATO o la Multinational Force and Observers nel Sinai.
Il mantenimento della pace si distingue dall'imposizione della pace (peace enforcement), che avviene invece nei casi in cui 
non si sia già raggiunto un accordo consensuale per la cessazione delle ostilità e che quindi richiede una maggior forza militare impiegata.

## Caratteristiche
La Carta ONU all'articolo 1 prevede come finalità principale dell'organizzazione il mantenimento della pace e della sicurezza internazionali; l'articolo 2 paragrafo 4 enuncia poi il divieto di ricorrere all'uso della forza o a anche alla semplice minaccia della forza nelle relazioni internazionali.
Tra gli strumenti ONU per il perseguimento di questi fini si suole distinguere:
- Strumenti non coercitivi che trovano la propria legittimazione nel cap. VI dello Statuto delle Nazioni Unite, quali:
  - diplomazia preventiva
  - peacemaking e peacebuilding

- Strumenti coercitivi ex capo VII della Carta ONU, quali:
  - sanzioni;
  - Mantenimento della pace attraverso l'invio di unità militari ad interporsi tra i contendenti, in missioni che trovano il proprio fondamento giuridico nel consenso dato dalle parti in causa alla decisione del Consiglio di sicurezza;
  - Imposizione della pace attraverso l'invio di unità militari, che trovano il proprio fondamento giuridico nel mandato conferito dal Consiglio di sicurezza indipendentemente dalle parti in conflitto.

## Storia
A partire dall'entrata in vigore della Carta dell'ONU, su iniziativa del Consiglio di sicurezza delle Nazioni Unite si sono avute due diverse tipologie di interventi delle Nazioni Unite ai fini della salvaguardia della pace e della sicurezza internazionali: la prima è caratterizzata dalle operazioni di pace “classiche” (che intervenivano fondamentalmente in conflitti interstatali, svolgendo soprattutto attività di carattere militare), mentre nella seconda hanno prevalso le operazioni di pace “di seconda generazione” (interventi in conflitti interni agli Stati, con attività anche di natura civile e umanitaria e la partecipazione sia di militari che di forze di polizia e operatori civili).

## Il sistema di sicurezza collettivo delle Nazioni Unite
Il sistema di sicurezza collettivo istituito nella Carta delle Nazioni Unite al capo VII contempla un «ruolo esclusivo del Consiglio di Sicurezza delle Nazioni Unite e di nessun altro organo o organizzazione internazionale».  Stante sicuramente l'obbligo di tutti gli Stati membri di adempiere alle prescrizioni dettate dal Consiglio di sicurezza, quando si pronuncia ai sensi del capo VII della Carta, la dottrina si è soffermata circa i «diversi significati delle
risoluzioni del Consiglio di sicurezza, a seconda che queste contengano ‘raccomandazioni’, ‘autorizzazioni’ o ‘deleghe’. È stato sottolineato in particolare che,
mentre l’effetto di una ‘raccomandazione’ sarebbe quello di esortare i singoli Stati a tenere un comportamento in sé lecito, attraverso l’autorizzazione il Consiglio
inviterebbe gli Stati a tenere un comportamento altrimenti illecito. La delega infine avrebbe l’effetto di trasferire agli Stati un potere del Consiglio a prescindere
dalla possibilità per gli Stati di esercitarlo autonomamente, ovvero anche senza la
delega».
In realtà, nel sistema delle Nazioni Unite "l’uso della forza – come concepito dal Trattato istitutivo dell’Organizzazione – si sarebbe dovuto tradurre: a) in azioni intraprese dal Consiglio di Sicurezza ai sensi dell’art. 43; b) nella eventuale delega a favore di organizzazioni regionali ai sensi dell’art. 53 dello stesso Trattato. Ma la prima ipotesi non si è mai realizzata; al contrario, è invalsa la prassi del Consiglio di Sicurezza di autorizzare gli Stati ad usare la forza militare". A questo tipo di erosione del sistema di sicurezza collettivo in direzione degli Stati membri (definita una vera e propria patente di corsa) non corrisponde però analoga erosione verso altri organi delle Nazioni Unite, stante l'ostilità con cui è stata accolta in dottrina la risoluzione Uniting for peace. 
La Corte europea dei diritti dell'uomo «ha ritenuto che le risoluzioni con le quali il Consiglio di sicurezza
autorizza gli Stati ad adottare misure implicanti l’uso della forza debbano essere
interpretate tenendo conto che accanto al fine del mantenimento della pace e della sicurezza internazionale previsto all’art. 1, par. 1, della Carta, il par. 3 del medesimo articolo prevede che le Nazioni Unite sono state create per realizzare la
cooperazione internazionale in materia di promozione e protezione dei diritti
dell’uomo e che, ai sensi dell’art. 24, par. 2, della Carta, il Consiglio di sicurezza è
chiamato ad esercitare le sue competenze, incluse quelle di cui al capitolo VII, in
conformità con i fini e i principi della Carta».